# Siły Powietrzne Islamskiej Republiki Iranu
Siły Powietrzne Islamskiej Republiki Iranu (pers. نیروی هوایی ارتش جمهوری اسلامی ایران; ang. Islamic Republic of Iran Air Force, w skrócie IRIAF) – wojska lotnicze Islamskiej Republiki Iranu, jeden z czterech rodzajów sił zbrojnych (w 2008 wydzielono w nich wojska obrony powietrznej). Brały udział w wojnie z Irakiem od 1980 do 1988, obecnie znane są z wykorzystywania amerykańskich samolotów wyprodukowanych w latach 60. i 70., które nie były od tamtego czasu modernizowane, a są użytkowane pomimo niedostępności części zamiennych, wynikającej z trwającego od 1979 roku embarga po rewolucji islamskiej.

## Historia

### Era imperialna
Do 1920 roku Iran nie posiadał lotnictwa, starania o zmianę tego stanu podjął nowy dowódca sił zbrojnych, także przyszły premier, a później szach Iranu, Reza Szah Pahlawi. Początkowo o pomoc zwrócono się do USA, które odmówiły dostarczenia samolotów w związku z paktem zawartym po I wojnie światowej. Pierwsze samoloty dostarczyła Republika Weimarska, były to trzy Junkersy F 13 w 1922 roku i dwa Junkersy A 20 rok później; zakup sfinansowano ze społecznej zbiórki. W 1923 roku dołączyły do nich Polikarpow R-1, R-5 i U-1 (produkowane w ZSRR Airco DH.4, Airco DH.9A i Avro 504). W tym samym czasie III Republika Francuska zgodziła się na sprzedaż samolotów Spad 42, Potez VIII, Breguet 14 i Breguet 19. Za symboliczny początek irańskiego lotnictwa wojskowego uznano 25 lutego 1925 roku, tego dnia w Iranie powitano dwa Breguety 19 z namalowanymi flagami państwowymi, przyprowadzone z Francji przez irańskich pilotów. Z pierwszej grupy piętnastu lotników sześciu wyszkolono we Francji, a dziewięciu – w Rosji.

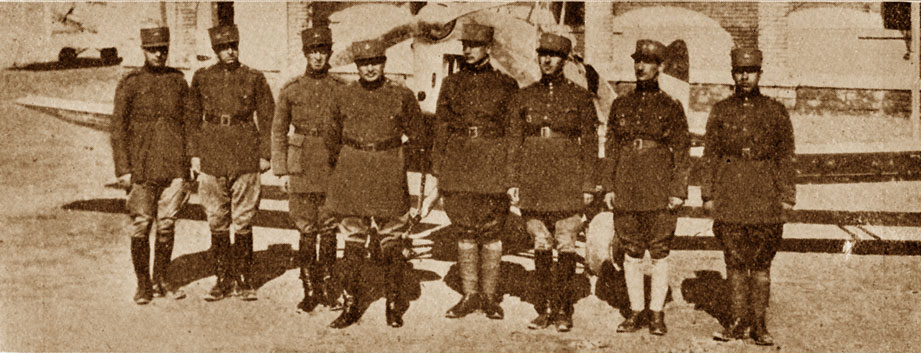
Irańscy piloci w 1933 na tle de Havilland Tiger Moth

W 1929 roku lotniczy departament armii przemianowano na Imperialne Irańskie Siły Powietrznych (IIAF), które dysponowały samolotami ośmiu typów w liczbie 33 sztuk. W następnych latach przed II wojną światową Iran większość samolotów sprowadzał z Wielkiej Brytanii i USA (łącznie 400 maszyn reprezentujących 18 modeli; połowę z tych samolotów wyprodukowały zakłady SHAHBAZ w Iranie), utworzono także osiem baz lotniczych.
W 1941 roku Wielka Brytania i Związek Radziecki, obawiające się, że neutralny dotychczas Reza Pahlawi będzie wspierał państwa Osi, dokonały inwazji na Iran. W tym momencie Irańczycy mieli do obrony 24 myśliwce Hawker Fury i 1 Hawker Hurricane, samoloty bombowe: 63 Hawker Audax i 34 Hawker Hind, 3 Airspeed Oxford oraz 75 samolotów szkolnych. Większość z samolotów zniszczyli lub wywieźli Brytyjczycy, do Indii trafiło 10 świeżo dostarczonych myśliwców Curtiss Hawk 75A-9, część z nich znajdowała się jeszcze w skrzyniach.

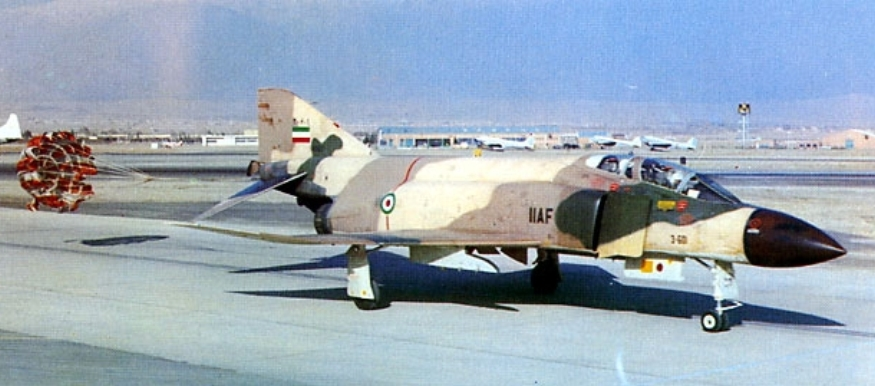
F-4D w bazie Sziraz w 1974

Po II wojnie światowej IIAF powoli odbudowywał zapasy, władzę po abdykacji szacha przejął jego młody syn, Mohammad Reza Pahlawi, który jeszcze za okupacji sowieckiej, ale już jako szach latał w wojsku na samolotach rozpoznawczych. Kraj był pogrążony w kryzysie ekonomicznym, a kontrolowany przez Brytyjczyków przemysł wydobycia ropy nie przynosił krajowi zysków, dopiero jego nacjonalizacja dała szachowi pieniądze na dozbrojenie. Pomocne okazały się Stany Zjednoczone, które potrzebowały Turcji i Iranu jako silnych sojuszników na wypadek wojny z ZSRR, w ramach wojskowego programu pomocowego Military Assistance Program/MAP do Iranu trafiło 60 P-47D Thunderbolt (1948), 34 F-84G Thunderjet (1957), 12 rozpoznawczych RT-33 Shooting Star (1959) i 48 F-86F Sabre (1960). Na początku 1963 roku Iran wysłał do Konga na prośbę ONZ cztery F-86F i 44 osoby personelu, które razem z sześcioma filipińskimi F-86E i 12 szwedzkimi J/S29 wspierały misję ONUC w czasie kryzysu kongijskiego.
W 1960 IIAF kupiły za pośrednictwem RFN 90 Canadair CL-13 Sabre Mk 6, które trafiły bezpośrednio do Pakistańskich Sił Powietrznych, którym odmówiono wcześniej ich sprzedaży. W 1962 roku ustalono, że w ramach finansowania przez MAP Iran otrzyma osiem eskadr Northrop F-5 Freedom Fighter dla zastąpienia wykorzystywanej floty dwóch eskadr F-84 i dwóch z F-86. W dwóch partiach w latach 1965–1972 do Iranu dostarczono 127 F-5A/B, formalnie samoloty były własnością rządu USA.

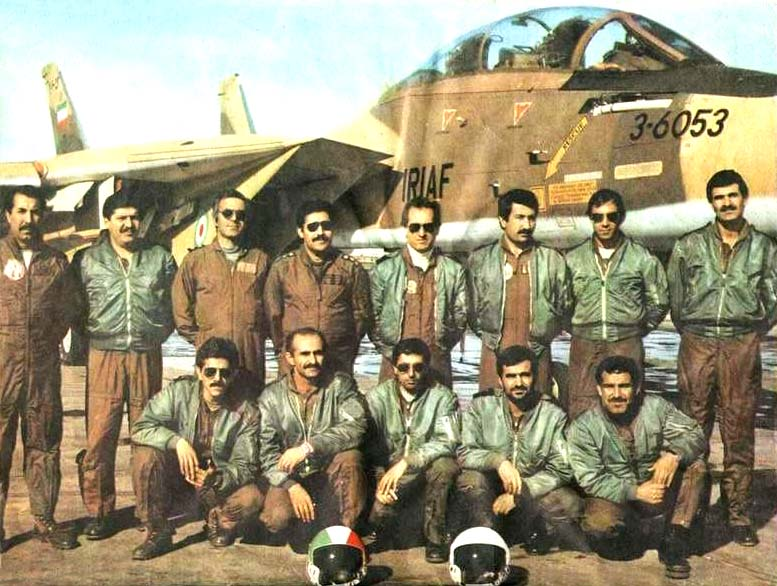
F-14A w oryginalnym pustynnym malowaniu w bazie Sziraz w 1979

Rosnące zyski z eksportu ropy pozwoliły sfinansować w latach 70. duże zakupy uzbrojenia w USA, w tym myśliwce: 32 F-4D (1968-1969), 177 F-4E (1971-1977), 169 F-5E/F (1973-1977) i 80 F-14A (1976-1978, dostarczono 79). Zamówione w 1974 samoloty F-14 wraz z pakietem części i uzbrojeniem kosztowały 2 mld USD, egzemplarz F-14A kosztował około 16 mln USD, w tym czasie cena jednostkowa F-4E wynosiła w przybliżeniu 4 mln, a F-5E około 2 mln $. Ze 104 F-5A i 23 F-5B otrzymanych od 1965 większość rozdysponowano dla sojuszników w miarę dostaw F-5E/F, 34 F-5A trafiły w 1973 do lotnictwa Wietnamu Południowego, 30 A i 4 B w 1974 do Jordanii, inne do Grecji, Maroka i Etiopii. Dla zwiększenia zasięgu samolotów nad rozległym terytorium Iranu od 1975 zakupiono pokaźną flotę powietrznych tankowców: 14 Boeing 707 (dla F-4 i F-14) i 3 Boeing 747 (dla F-4). Ostatnim kontraktem na samoloty bojowe z USA było zamówienie z 1976 na 160 sztuk General Dynamics F-16 Fighting Falcon, Iran był ich pierwszym nabywcą spoza NATO.
Od 1968 do Iranu dostarczono 12 RF-5A, które pilotowane przez amerykanów wykonywały loty rozpoznawcze nad terytorium ZSRR. CIA wspólnie z IIAF prowadziły między 1971 a 1978 projekt Dark Gene, ponad 20 RF-4C/E z dodatkowym wyposażeniem elektronicznym i łączonymi załogami latało nad ZSRR na tajne misje szpiegowskie. Podczas znanego incydentu w 1973 roku MiG-21, usiłujący zestrzelić uciekający w strony granicy RF-4C zderzył się z nim powodując śmierć radzieckiego pilota i rozbicie obu samolotów, oficjalnie pojmana załoga, składająca się z irańskiego majora pilota i amerykańskiego pułkownika zgubiła się podczas lotu szkoleniowego. W ramach podobnego projektu Ibex w 1975 jeden z irańskich tankowców Boeing 707 wyposażono w aparaturę rozpoznania radioelektronicznego ELINT w celu zbierania informacji o sowieckich radarach i obronie przeciwlotniczej, także 4 C-130 zmodyfikowano do wykonywania podobnych misji.
Między 1974 a 1975 rokiem irańskie F-4D wykonywały na prośbę sułtana Omanu loty przeciwko marksistowskim rebeliantom w prowincji Zufar; jeden F-4D miał zostać przez nich zestrzelony (według innych źródeł także w 1978 w Omanie latało ok. 10 F-4D/E, a w 1976 zestrzelono RF-4C). W 1976 roku w zatargu granicznym z Irakiem uzbrojone w AGM-65 Maverick Phantomy zaatakowały irackie pojazdy pancerne. W nocy z 18 na 19 września 1976 roku miało dojść do przechwycenia przez parę irańskich F-4, wysłanych z bazy w Hamadan, jasno świecącego niezidentyfikowanego obiektu latającego na północny zachód od Teheranu (w tym czasie dochodziło do naruszenia północnej granicy Iranu przez sowieckie MiG-25), nie były one w stanie go dogonić, a przy próbie odpalenia pocisku Sidewinder jeden z nich został wciągnięty w walkę manewrową.
Od 1958 IIAF posiadał zespół akrobacyjny Golden Crown, który wykorzystywał kolejno samoloty F-84, F-86 i F-5. Grupa wzorowała się na stacjonującym w Niemczech, gdzie szkolono też Irańczyków, zespole USAFE Skyblazers. Golden Crown rozwiązano wraz z końcem IIAF, jej twórcę, generała Nadera Jahanbaniego, rozstrzelano w miesiąc po zakończeniu rewolucji.

### Islamskie siły powietrzne
Z powodu wybuchu rewolucji islamskiej w 1979 roku, która obaliła reżim Pahlawiego, nigdy nie dostarczono żadnego z F-16, nowo proklamowana Islamska Republiki Iranu przemianowała IIAF na Siły Powietrzne Islamskiej Republika Iranu (IRIAF) obustronnie zrywając zawarte przez Szacha kontrakty. Iran nigdy nie odzyskał kilku miliardów dolarów za opłacone z góry uzbrojenie, oprócz 160 F-16 były to też cztery niszczyciele rakietowe typu Kidd, setki czołgów Chieftain, śmigłowce Bell 214ST i CH-47C (kilka dostarczono po uwolnieniu amerykańskich zakładników). W lipcu 1980 islamiści udaremnili próbę zamachu stanu, który stłumiono w bazie sił powietrznych Najeh koło Hamadan. Przywódców buntu rozstrzelano, a kilka tysięcy żołnierzy wydalono ze służby. Z kraju uciekło wielu wiernych szachowi, a szkolonych wcześniej w USA pilotów, a wielu pozostałych uwięziono.
Przed rewolucją Iran posiadał nowoczesne siły zbrojne liczące 400 tysięcy ludzi, oprócz tego zatrudnionych było 48 tysięcy zagranicznych kontraktorów lub doradców, którzy odpowiadali za szkolenie, serwis i organizację, kontrolując też los dostarczonego do Iranu uzbrojenia. Po zmianie władz ewakuowano z kraju wszystkich Amerykanów, miało przy tym dojść do aktów sabotażu, m.in. uszkodzenia systemu naprowadzania w 16 pociskach AIM-54A. Jednocześnie USA zaprzestały dostaw części zamiennych, ale też prasy i biuletynów, przypuszczano wtedy, że bez wsparcia Zachodu siły powietrzne będą mogły funkcjonować na dotychczasowym poziomie przez sześć miesięcy, zanim będą zmuszone do przymusowego uziemiania maszyn, co było prawdą. Nowe siły zbrojne zredukowano jednocześnie do 240 tysięcy ludzi, w tym personel IRIAF liczył 70 tysięcy, wymagał on zorganizowania na nowo pionów szkolenia, czy remontów. Ponieważ zarówno zachód, jak i ZSRR byli wrogo nastawieni do fundamentalistycznego ustroju Iranu, kraj musiał dążyć do stania się samowystarczalnym w produkcji podstawowych typów uzbrojenia i wyposażenia. Rozsypkę sił zbrojnych i niestabilność wewnętrzną Iranu postanowił wykorzystać Saddam Husajn, który mogąc liczyć na światowe poparcie, chciał uczynić z Iraku regionalne mocarstwo, poprzez zajęcie bogatych irańskich złóż ropy oraz powiększenie swojego skromnego dostępu do Zatoki Perskiej.

### Wojna z Irakiem
22 września 1980 Irackie Siły Powietrzne przeprowadziły zaskakujący atak na osiem irańskich baz lotniczych, cztery lotniska i cztery obiekty wojskowe w pierwszej fali wysyłając 192 samoloty, głównie MiG-23BN, Su-20 i Su-7B. Irak próbował skopiować taktykę, którą Izrael w 1967 roku zapewnił sobie panowanie w powietrzu w pierwszym dniu wojny sześciodniowej, niszcząc egipskie, syryjskie i jordańskie samoloty na ziemi. Przewidując taki scenariusz irańskie samoloty był w większości zaparkowane w schronach, w rezultacie irackie lotnictwo utraciło element zaskoczenia niszcząc lub uszkadzając najwyżej kilkadziesiąt samolotów, co stanowiło mniej niż 10% stanu. Wieczorem tego samego dnia IRIAF zaatakował strategiczny iracki port w Umm Kasr. 23 września Irańczycy zorganizowali kontruderzenie pod kryptonimem Kaman 99 używając wszystkich dostępnych samolotów. 36 F-4E Phantom II z bazy Nojeh koło Hamedan po uzupełnieniu paliwa w locie zbombardowało trzy bazy al Rashid, al Habbaniyah i al Kut w pobliżu Bagdadu. 12 F-4E startujących z bazy Buszehr zaatakowało bazę Shaibah koło Az-Zubajr. 48 F-5E Tiger II, które wystartowały z bazy Tebriz zaatakował bazę w Mosulu. Dalsze 40 F-5E z Dezful zbombardowało bazę An-Nasirijja. 60 F-14 Tomcat zmobilizowano do zapewnienia osłony przez irackim kontratakiem. Ogółem IRIAF zaatakował 11 irackich baz, których operacje zostały sparaliżowane nawet na kilka miesięcy, a większość irackich samolotów ewakuowano do super kompleksu H-3/al-Walid koło granicy z Jordanią. Irackie samoloty zestrzeliły cztery F-5 i dwa F-4, ale kraj stał się podatny na ataki z powietrza przez brak samolotów przechwytujących i nowoczesnej obrony przeciwlotniczej. Irańskie lotnictwo w kolejnych dniach wojny było w stanie prowadzić do 150 operacji dziennie, niszcząc głównie rafinerie, rurociągi i zakłady o znaczeniu gospodarczym. 30 września 1980 cztery F-4E zbombardowały iracki reaktor atomowy Osirak, misja miała kryptonim Scorch Sword. W 1981 roku został on doszczętnie zniszczony przez izraelskie F-16 (Operacja Opera). 29 października 1980 roku klucz sześciu F-4E Phantom II o kryptonimie Sultan zaatakował bazę Al Hurriya koło Kirkuku. Miały się tam znajdować nowe irackie samoloty Dassault Mirage F1 dostarczone z Francji. W jego wyniku uszkodzono kilka MiG-21 i Mi-8 oraz zginął jeden Francuz. Nalot wspierały dwie cysterny Boeing 707 plus jedna rezerwowa. Dwa F-14A Tomcat, które eskortowały cysterny przechwyciły cztery myśliwce MiG-23, które ścigały Phantomy, zestrzeliwując trzy z nich, w tym dwa zostały uszkodzone w wyniku trafienia przez jeden pocisk AIM-54 Phoenix. 28 listopada 1980 w wyniku Operacji Morvarid Phantomy uzbrojone w pociski AGM-65 Maverick zatopiły 9 irackich kutrów rakietowych, które zagrażały irańskim tankowcom. 4 kwietnia 1981 sześć F-4E i dwa F-4D wspierane przez dwie latające cysterny Boeing 747-100 i 707-3J9C (które wystartowały ze Stambułu) zbombardowały iracką baze H3 Al Walid przy granicy z Jordanią, niszcząc lub uszkadzając 38 irackich samolotów, w tym dwa Mirage F1EQ. Misja była możliwa dzięki kilkukrotnemu uzupełnieniu paliwa oraz poruszaniu nisko nad ziemią wzdłuż granicy Iraku i Syrii. Klucz trzech Northrop F-5E wykonał także misję dywersyjną, cztery F-14A patrolowały przestrzeń powietrzną jako samoloty wczesnego ostrzegania, a drugi 747 służył jako przekaźnik transmisji z Phantomów oraz punkt dowodzenia nasłuchując irackich transmisji.
W latach 2013–2015 Iran wyremontował i przekazał Syrii 10 sztuk samolotów Su-22.

## Wyposażenie
| Samolot                                   | Producent           | Typ                             | Wersja                 | Liczba sztuk        | W służbie           | Uwagi |
| Samoloty myśliwskie                       | Samoloty myśliwskie | Samoloty myśliwskie             | Samoloty myśliwskie    | Samoloty myśliwskie | Samoloty myśliwskie | Samoloty myśliwskie |
| ----------------------------------------- | ------------------- | ------------------------------- | ---------------------- | ------------------- | ------------------- | --- |
| MiG-29                                    | ZSRR                | myśliwiec przewagi powietrznej  | MiG-29A 9.12B MiG-29UB | 20 7                | 1991                | Jeden samolot utracono. Tuż przed I wojną w Zatoce Perskiej dostarczono 18 MiG-29 i 7 MiG-29UB, w 1991 w Iranie schroniły się 4 irackie MiG-29, które wcielono do służby w latach 2007–2012.                                                                                    |
| Grumman F-14 Tomcat                       | Stany Zjednoczone   | myśliwiec przewagi powietrznej  | F-14AGR                | 23                  | 1976                | Dostarczono 79, co najmniej 14 utracono, ostatni w 2012. |
| McDonnell Douglas F-4 Phantom II          | Stany Zjednoczone   | samolot myśliwsko-bombowy       | F-4D F-4E RF-4E        | 5 19 4              | 1968(D) 1971(E)     | Dostarczono 32 F-4D, 177 F-4E i 16 RF-4E, ponad 100 utracono. Brak informacji o dostawach RF-4C, prawdopodobnie pochodziły z zapasów USAF i przemianowano je na RF-4E. |
| Northrop F-5 Tiger II                     | Stany Zjednoczone   | lekki samolot myśliwsko-bombowy | F-5E F-5F              | 10 5                | 19742007            | Dostarczono 141 F-5E i 28 F-5F, ponad 70 utracono. |
| HESA Saeghe                               | Iran                | lekki samolot myśliwsko-bombowy |                        | 5                   | 2007                | Saeqeh to wersja F-5 przebudowana w Iranie. |
| Chengdu F-7 Airguard                      | Chiny               | myśliwiec przechwytujący        | F-7M FT-7              | 17 4                | 1986                | Kilka dostarczono w 1986, więcej w 1993, ogółem 41 sztuk, ale samoloty nie zdobyły uznania użytkownika. |
| Dassault Mirage F1                        | Francja             | myśliwiec wielozadaniowy        | F1EQ F1BQ              | 2 3                 | 1991                | Ex-irackie: 17 Mirage F1EQ i 7 Mirage F1BQ schroniło się w Iranie, z braku zaplecza wykorzystywanych tylko kilka, oficjalnie zaprezentowane w 2009, samoloty zachowały oryginalny iracki kamuflaż.                                                                              |
| Samoloty szturmowe                        |                     |                                 |                        |                     |                     | |
| Su-22                                     | ZSRR                | samolot myśliwsko-bombowy       |                        | (10)                |                     | Ex-irackie, wykorzystywane przez lotnictwo Strażników Rewolucji. |
| Su-24                                     | ZSRR                | samolot bombowy                 | Su-24MK                | 27                  | 1991                | 24 ex-irackie Su-24 zatrzymano w Iranie, w 1991 ZSRR dostarczył też 12 Su-24 zamówionych w 1990. |
| Su-25                                     | ZSRR · Rosja        | samolot bliskiego wsparcia      | Su-25K/T Su-25UBK/UBT  | (13)                | 1991                | 7 ex-irackich Su-25K/UBK zatrzymano w Iranie, w 2006 z Rosji sprowadzono 3 Su-25T i 3 Su-25UBT, wykorzystywane przez lotnictwo Strażników Rewolucji. |
| Samoloty transportowe/powietrzne tankowce |                     |                                 |                        |                     |                     | |
| Boeing 707                                | Stany Zjednoczone   | latająca cysterna VIP ELINT     | B707-3J9C              | 1 2 1               | 1975                | Dostarczono 15 (14 cystern, 3 w konfiguracji pasażerskiej i 1 w wersji VIP), 6 cystern trafiło do należących do wojska linii lotniczych Saha Air, gdzie są ostatnimi B707 w lotnictwie cywilnym.                                                                                |
| Boeing 747                                | Stany Zjednoczone   | latająca cysternatransportowiec | B747-131(SF) B747-270  | 32 1                | 1975                | Z 12 B747-100 odkupionych od Trans World Airlines jeden rozbił się w 1976, trzy z nich (5-8103, 5-8105, 5-8107) to latające cysterny, samolot numer 5-8101 to piąty wyprodukowany B747 i najstarszy latający Jumbo Jet. Maszyna B747-270 latała dawniej w Iraqi Airways.        |
| Lockheed C-130 Hercules                   | Stany Zjednoczone   | transportowyrozpoznawczy        | C-130E/H RC-130H       | 13 1                | 1965(E) 1970(H)     | Dostarczono 28 C-130E i 32 C-130H, utracono 16, w 1963 USA podarowały Iranowi 4 C-130B. |
| Ił-76                                     | ZSRR                | transportowy                    | Ił-76MD                | 5                   | 1991                | Z 15 ex-irackich Ił-76 trzy trafiły do lotnictwa Strażników Rewolucji, z czego jeden rozbił się w 2003 zabijając 302 osoby, w 2009 po kolizji z F-5E rozbił się unikatowy Ił-76 Adnan-1 wczesnego ostrzegania , starszy Ił-76 wczesnego ostrzegania Baghdad-1 nie jest używany. |
| Fokker F27                                | Holandia            | transportowy                    | F27-400M               | 10                  | 1976                | Dostarczono 4 F27-600 w 1971 i 15 F27-400M w 1976. |
| Pilatus PC-6                              | Szwajcaria          | wielozadaniowy                  |                        | 10                  | 1983                | Dostarczono 15. |
| An-74                                     | Ukraina             | transportowy                    | An-74TK-200 An-74T-200 | (4) (7)             | 1994                | lotnictwo Strażników Rewolucji |
| Xi’an Y-7                                 | Chiny               | transportowy                    |                        | 2                   | 1998                | |
| Harbin Y-12                               | Chiny               | transportowy                    | Y-12-II                | (8)                 | 1994                | lotnictwo Strażników Rewolucji |
| SOCATA TB                                 | Francja             | lekki transportowy              | TB 20 TB 200           | 6                   | 1996                | |
| HESA IrAn-140                             | Ukraina · Iran      | transportowy                    |                        | ?                   | 2003                | |
| Dassault Falcon 20                        | Francja             | transport VIP                   | Falcon 20E             | 5                   | 1976                | 1 w lotnictwie strażników rewolucji, 2 dawniej w marynarce wojennej. |
| Dassault Falcon 50                        | Francja             | transport VIP                   |                        | 3                   | 1977                | |
| Lockheed JetStar                          | Stany Zjednoczone   | transport VIP                   | JetStar 8              | 1                   | 1977                | 1 utracono |
| Patrolowe                                 |                     |                                 |                        |                     |                     | |
| Lockheed P-3 Orion                        | Stany Zjednoczone   | morski samolot rozpoznawczy     | P-3F                   | 3                   | 1974                | Dostarczono 6, wersja uzbrojona. |
| Samoloty szkolno-treningowe               |                     |                                 |                        |                     |                     | |
| Beechcraft Bonanza                        | Stany Zjednoczone   | szkolenie wstępne               | F-33C                  | 20                  | 1974                | Dostarczono 49 |
| Embraer EMB 312 Tucano                    | Brazylia            | szkolenie podstawowe            |                        | 13                  | 1989                | Dostarczono 25 |
| Pilatus PC-7                              | Szwajcaria          | szkolenie podstawowe            |                        | 20                  | 1984                | Dostarczono 35 |
| Northrop F-5 Freedom Fighter              | Stany Zjednoczone   | szkolenie zaawansowane          | F-5B Simorgh           | 5                   | 1965                | Dostarczono 23, zmodernizowane lokalnie. |
| Śmigłowce                                 |                     |                                 |                        |                     |                     | |
| Agusta-Bell 206                           | Włochy              | śmigłowiec szkolny              | AB-206A                | 3                   | 1969                | Zakupiono ponad 100, większość dla lotnictwa armii. |
| Bell 212                                  | Stany Zjednoczone   | śmigłowiec użytkowy             | B-212                  | 5                   | 1970                | Zakupiono 11 B-212 oraz 20 AB-212ASW w wersji ZOP dla marynarki. |
| Bell 214                                  | Stany Zjednoczone   | śmigłowiec użytkowy/SAR         | B-214C                 | 25                  | 1976                | Zakupiono 39 B-214C w wersji SAR oraz 296 B-214A dla lotnictwa armii. |
| Boeing CH-47 Chinook                      | Włochy              | ciężki śmigłowiec transportowy  | CH-47C                 | 4                   | 1974                | Zbudowane przez Elicotteri Meridionali (Agusta). Ze 140 zamówionych dostarczono 68 sztuk, 8 utracono w czasie wojny, pozostałe w lotnictwie armii. |
| Mi-8                                      | Rosja               | śmigłowiec transportowy/SAR     | Mi-8MTW                | 4                   | 1998                | |

### W przeszłości

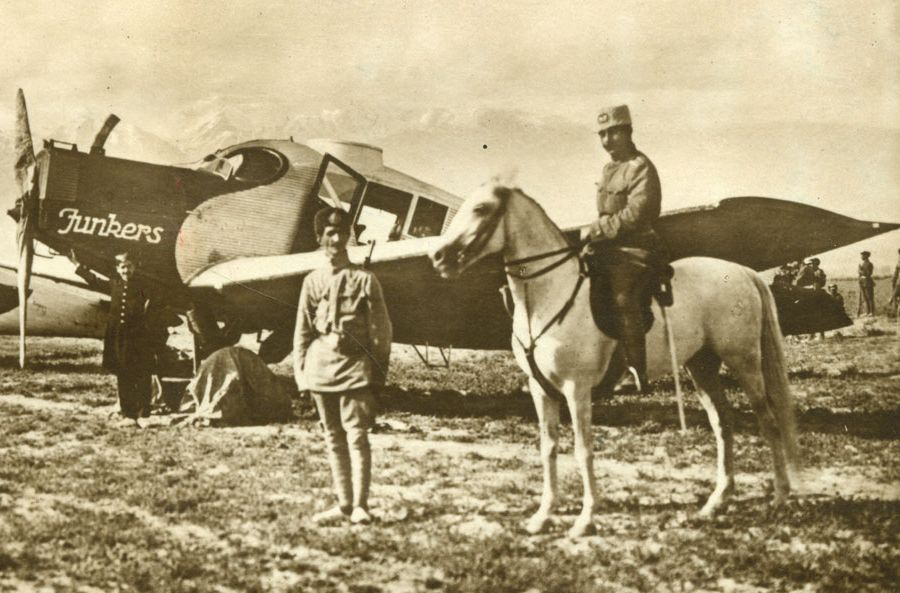
Junkers F 13
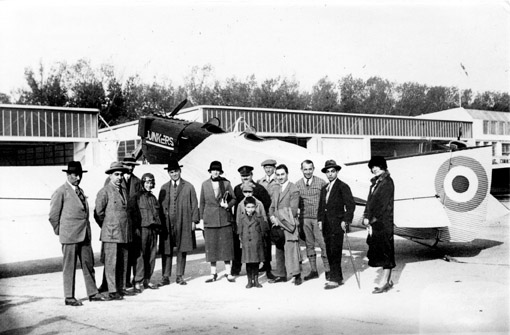
Junkers A 20
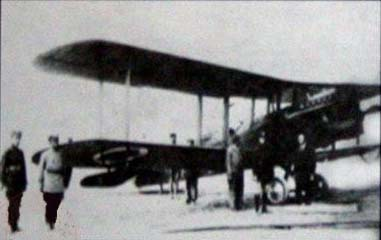
Airco DH.9A (R-5)
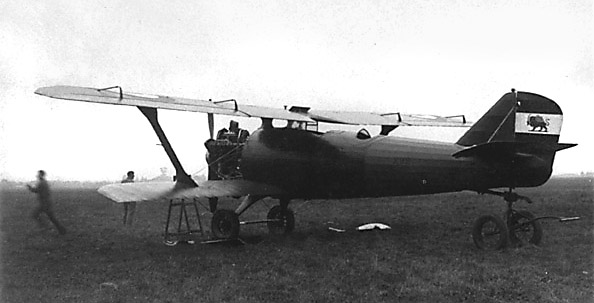
Breguet 19

| Samolot                      | Producent         | Typ                           | Wersja          | Dost.     | Rok       | Uwagi                                                                                                   |
| ---------------------------- | ----------------- | ----------------------------- | --------------- | --------- | --------- | --- |
| de Havilland Tiger Moth      | Wielka Brytania   | lekki samolot bombowy         |                 | 109       | 1932      | 10 wyprodukowanych przez Shahbaz.                                                                       |
| R-5                          | ZSRR              | samolot rozpoznawczy          |                 | 10        | 1933      | |
| Hawker Hart                  | Wielka Brytania   | lekki bombowiec               |                 | 66        | 1933      | |
| Hawker Fury                  | Wielka Brytania   | myśliwiec                     | Mk I Mk II      | 16 8      | 1933 1934 | Wycofane w 1949.                                                                                        |
| Hawker Audax                 | Wielka Brytania   | samolot współpracy z armią    |                 | 56        | 1934      | 12 w 1934, 10 zmontowane w Iranie, w 1936 dalsze 34 na licencji jako Shahbaz Nisr.                      |
| Hawker Hind                  | Wielka Brytania   | lekki samolot bombowy         | Mk I            | 55        | 1938      | 20 produkcji Shahbaz.                                                                                   |
| Curtiss Hawk H75A            | Stany Zjednoczone | myśliwiec                     | 75A-9           | 10        | 1941      | Dostarczono 15, ale 5 z nich pozostawało w skrzyniach, zarekwirone przez RAF do użytku w Indiach.       |
| Hawker Hurricane             | Wielka Brytania   | myśliwiec                     | IIIC            | 29        | 1939      | 30 zamówiono w 1939, ale dostarczono tylko jeden, 10 ex-RAF w 1943 i 18 w 1946, w tym dwa dwumiejscowe. |
| Republic P-47 Thunderbolt    | Stany Zjednoczone | samolot szturmowy             | P-47D           | 60        | 1948      | Ex-USA                                                                                                  |
| Douglas C-47 Skytrain        | Stany Zjednoczone | samolot transportowy          | C-47            | 22        | 1949      | |
| North American T-6 Texan     | Stany Zjednoczone | samolot treningowy            |                 | 74        | 1950      | Ex-USA                                                                                                  |
| DHC-2 Beaver                 | Kanada            | samolot użytkowy              | U-6B            | 6         | 1955      | |
| T-33 Shooting Star           | Stany Zjednoczone | szkolno-treningowy            | T-33A RT-33A    | 18 12     | 1956 1959 | Ex-USA                                                                                                  |
| Republic F-84 Thunderjet     | Stany Zjednoczone | myśliwiec/szturmowy           | F-84G           | 34        | 1957      | Ex-USA, do 1965                                                                                         |
| North American F-86 Sabre    | Stany Zjednoczone | myśliwiec                     | F-86F           | 60        | 1960      | Ex-USA                                                                                                  |
| Northrop F-5 Freedom Fighter | Stany Zjednoczone | myśliwiec                     | F-5A F-5B RF-5A | 104 23 12 | 1965 1968 | |
| Kaman HH-43 Huskie           | Stany Zjednoczone | śmigłowiec                    | HH-43F          | 20        | 1965      | |
| DHC-4 Caribou                | Kanada            | samolot transportowy          |                 | 1         |           | |
| Ił-76 Adnan 2                | ZSRR              | samolot wczesnego ostrzegania | Ił-76MD         | 1         | 1991      | ex-iracki 5-8208 utracony 22 września 2009 po kolizji w powietrzu z F-5E w trakcie parady.              |